# Eragrostis guatemalensis
Eragrostis guatemalensis là một loài thực vật có hoa trong họ Hòa thảo. Loài này được Withersp. mô tả khoa học đầu tiên năm 1977 publ. 1978.